# Sofja Thorup
Sofja Thorup (* 20. Dezember 1997 in Sankt Petersburg als Sofja Sergejewna Proswirnowa russisch Софья Сергеевна Просвирнова) ist eine russisch-dänische Eisschnellläuferin und ehemalige Shorttrackerin.

## Werdegang
Proswirnowa trat erstmals bei den Juniorenweltmeisterschaften 2013 in Warschau in Erscheinung. Dort gewann sie mit der Staffel über 3000 m die Bronzemedaille. Ihr Debüt im Weltcup hatte sie im September 2013 in Shanghai, welches sie auf den vierten Rang über 500 m beendete. Bei ihrer ersten Olympiateilnahme 2014 in Sotschi belegte sie den 24. Rang über 1000 m, den 15. Platz über 500 m und den vierten Platz mit der Staffel über 3000 m. Im März 2014 holte sie bei den Juniorenweltmeisterschaften in Erzurum die Goldmedaille über 500 m. Zu Beginn der Saison 2014/15 erreichte sie in Montreal mit dem dritten Platz in der Staffel ihre erste Podestplatzierung im Weltcup. Im weiteren Saisonverlauf kam sie in Seoul auf den dritten Platz mit der Staffel und in Erzurum auf den zweiten Rang über 500 m und erreichte damit den siebten Platz im Weltcup über 500 m. Im Januar 2015 gewann sie bei den Europameisterschaften 2015 in Dordrecht mit Platz zwei über 500 m und 1500 m und Platz eins über 1000 m die Silbermedaille im Mehrkampf. Ihre beste Platzierung bei den Weltmeisterschaften 2015 in Moskau war der sechste Platz über 1000 m und 1500 m. Die Saison beendete sie auf dem siebten Rang im Weltcup über 500 m. Zu Beginn der Saison 2015/16 errang sie in Montreal über 500 m und mit der Staffel jeweils den dritten Platz und in Toronto der dritte Platz mit der Staffel. Es folgten im Weltcupeinzel drei Top-Zehn-Platzierungen und zum Saisonende der achte Platz im Weltcup über 500 m. Bei den Weltmeisterschaften 2016 in Seoul gewann sie die Bronzemedaille mit der Staffel. Im folgenden Jahr holte sie bei den Juniorenweltmeisterschaften in Innsbruck jeweils die Bronzemedaille über 1000 m und im Mehrkampf und jeweils die Silbermedaille über 500 m und mit der Staffel. Bei den Europameisterschaften 2017 in Turin wurde sie Dritte über 3000 m, Zweite über 1500 m und Erste über 1000 m und gewann damit die Silbermedaille im Mehrkampf. Im Februar 2017 siegte sie beim Weltcup in Minsk mit der Staffel. Ihre besten Resultate bei den Weltmeisterschaften 2017 in Rotterdam waren der neunte Platz über 1500 m und der sechste Rang mit der Staffel.
In der Weltcupsaison 2017/18 wurde Proswirnowa in Budapest Dritte mit der Staffel, in Shanghai Dritte über 1000 m und in Seoul Zweite mit der Staffel. Bei den Europameisterschaften 2018 in Dresden holte sie jeweils die Bronzemedaille über 500 m und im Mehrkampf und jeweils die Goldmedaille über 3000 m und mit der Staffel. Ihre beste Platzierung bei den Olympischen Winterspielen 2018 in Pyeongchang war der fünfte Platz über 500 m und mit der Staffel. Im März 2018 holte sie bei den Weltmeisterschaften in Montreal die Silbermedaille über 1000 m. In der Saison 2018/19 wurde sie über 1000 m zweimal Zweite und einmal Erste und erreichte damit den zweiten Platz im Weltcup über 1000 m. Zudem gewann sie drei Rennen mit der Staffel und belegte je einmal den zweiten und dritten Platz. Bei den Europameisterschaften 2019 in Dordrecht holte sie die Bronzemedaille über 1500 m, jeweils die Silbermedaille mit der Staffel und im Mehrkampf und die Goldmedaille über 1000 m. Im März 2019 gewann sie bei den Weltmeisterschaften in Sofia die Bronzemedaille über 1500 m und die Silbermedaille mit der Staffel. Im Mehrkampf errang sie dort den sechsten Platz. Bei der Winter-Universiade 2019 in Krasnojarsk holte sie die Goldmedaille mit der Staffel. In der folgenden Saison errang sie mit der Staffel jeweils einmal den ersten und dritten Platz und zweimal den zweiten Platz. Zudem kam sie in Dresden über 1500 m auf den zweiten Platz und in Dordrecht über 1000 m auf den dritten Platz und belegte damit den fünften Platz im Weltcup über 1000 m. Bei den Europameisterschaften 2020 in Debrecen gewann sie die Bronzemedaille mit der Staffel.
Nach der Heirat mit dem dänischen Eisschnellläufer Viktor Hald Thorup im April 2023 kündigte sie an von nun an für Dänemark starten zu wollen. Außerdem wechselte sie vom Shorttrack zum Eisschnelllauf.

## Weltcupsiege

### Weltcupsiege im Einzel
| Nr. | Datum           | Ort     | Disziplin |
| --- | --------------- | ------- | --------- |
| 1.  | 2. Februar 2019 | Dresden | 1000 m    |

### Weltcupsiege im Team
| Nr. | Datum            | Ort              |
| --- | ---------------- | ---------------- |
| 1.  | 12. Februar 2017 | Minsk 1          |
| 2.  | 4. November 2018 | Calgary 2        |
| 3.  | 3. Februar 2019  | Dresden 2        |
| 4.  | 3. Februar 2019  | Dresden 3        |
| 5.  | 3. November 2019 | Salt Lake City 4 |
| 6.  | 31. Oktober 2021 | Nagoya 5         |

## Persönliche Bestzeiten im Shorttrack
- 500 m      42,516 s (aufgestellt am 6. März 2021 in Dordrecht)
- 1000 m    1:28,092 min. (aufgestellt am 21. November 2021 in Debrecen)
- 1500 m    2:19,432 min. (aufgestellt am 16. Februar 2022 in Peking)
- 3000 m    5:01,580 min. (aufgestellt am 18. März 2018 in Montreal)